# 小林哲也 (近畿日本鉄道)
小林 哲也（こばやし てつや、1943年〈昭和18年〉11月27日 - ）は実業家。近鉄グループホールディングスの取締役相談役および近畿日本鉄道取締役（近鉄社長としては大阪電気軌道創立から15代目）。また、2004年（平成16年）をもって解散したプロ野球球団・大阪近鉄バファローズ最後の球団社長でもあった。

## 来歴
大阪府生まれ。1962年（昭和37年）大阪府立大手前高等学校を経て、1968年（昭和43年）早稲田大学政治経済学部（当時は第一政治経済学部）を卒業、近畿日本鉄道（近鉄）に入社。
上本町営業局及び天王寺営業局の各運輸部で勤務したあと、業務局営業課長を経て、1980年(昭和55年)に天王寺営業局運輸部営業課長兼企画課長に、1982年(昭和57年)には上本町営業局運輸部営業課長にそれぞれ就き、1992年(平成4年)に事務局部長、2000年(平成12年)に営業推進局長に就任。
2001年（平成13年）取締役就任（営業推進本部副本部長兼伊勢志摩支社長）、2003年常務取締役就任。同時に社長に就任した山口昌紀のもと、採算の悪化していたレジャー部門の再建を任され、近鉄あやめ池遊園地や近鉄劇場を2004年に閉鎖した。また同年、大阪近鉄バファローズの球団社長に就任、球団をオリックス・ブルーウェーブに譲渡する（吸収合併させる）ことを発表、プロ野球再編の主役の一人として、厳しい批判を浴びながらも強行した。これらリストラ策もあり、レジャー部門は2006年3月期の決算で黒字に転換し、一定の成果を得ている。
2005年には専務取締役に昇格（ホテル・レジャー事業本部長兼流通事業本部長）、2007年3月23日、山口昌紀の後任となる社長に就任することが発表され、6月28日の株主総会後の取締役会をもって就任した（山口は会長に就任）。社長就任後は積極的な攻めの経営姿勢が随所に見られる（ただし攻めの経営姿勢自体は山口時代末期からのものである）。
近畿日本鉄道の持株会社移行に伴い、2015年（平成27年）4月1日発足の近鉄グループホールディングス（近鉄GHD）の代表取締役会長および鉄道事業を継承する（新）近畿日本鉄道の代表取締役会長に就任した。
2016年7月、大阪商工会議所副会頭に就任。2018年（平成30年）3月、大商副会頭を退任（後任は同じ近鉄GHDの吉田昌功社長）。同年5月、関西経済連合会副会長に就任。2019年6月、近鉄GHDおよび近鉄の役員人事異動により、近鉄の代表取締役会長を退任して取締役に就任（なお近鉄GHDの会長は引き続き在任）。同年、旭日中綬章受章。
2023年6月の株主総会をもって近鉄GHDの代表取締役会長を退任し同社取締役相談役となる。近鉄GHDの会長は近畿日本鉄道（事業会社）の社長である都司尚が引き継ぐと発表したが、同年4月に傘下の近畿日本ツーリストにおいて、新型コロナウイルスワクチン接種業務で過大請求の不祥事が発覚したため、退任せず会長職にとどまることになった（都司は近鉄GHD社長に就任する）。
2024年6月21日の第113回定時株主総会において、取締役相談役に就任した。

## 人物
幼少期は「わんぱくでいたずらばっかりやっていた」。大阪市立東中学校では竹刀競技部に所属し、大手前高校では剣道部を創設し武道で心身とも鍛える。若い世代へのアドバイスとして、「社会人は『人事を尽くして天命を待つ』という姿勢が大事だ」と話す。球団社長として進めた球団合併（プロ野球再編）の際も、「野球の撤退のとき、いつもそう思って」おり、「気持ちをおおらかに、結果にうじうじとしないで、自分の事業に関わっていってもらったら、かえって物事がうまくいく」と語る。そして、心構えとして、「新渡戸稲造先生の『武士道』を是非若い人たちに読んで欲しい」と訴え、武士道で示されている「義」「勇」「仁」の３つの道を守っていれば「人として大きく道をそれることは無い」「気持ちがくじけそうになったり、人に対して傲慢になりそうなとき、そういう時に思い出して欲しい」と説いている。
社長在任中に特急車22600系Aceの投入、阪神なんば線開業による阪神電気鉄道との相互直通運転の実施、平城遷都1300年記念事業輸送、伊勢神宮式年遷宮に合わせ観光特急『しまかぜ』の運行開始、大阪阿部野橋駅、京都駅、大阪上本町駅および大阪難波駅などのターミナル整備、良好な住環境の整備としてけいはんな線沿線とあやめ池遊園地跡地の開発、近鉄劇場再開発による上本町YUFURAや日本一の超高層ビルあべのハルカスの開業といった事業を推進した。
また、近鉄社長のほか、2007年6月27日よりMBSメディアホールディングス取締役（2023年6月21日まで）、2015年6月25日より関西電力取締役をそれぞれ務めている。